# Helina hypopygialis
Helina hypopygialis este o specie de muște din genul Helina, familia Muscidae, descrisă de Fritz Isidore van Emden în anul 1951.
Este endemică în Uganda. Conform Catalogue of Life specia Helina hypopygialis nu are subspecii cunoscute.